# Torre de La Libertad
la Torre de La Libertad en français : « Tour de la liberté » est un monument situé à Bata, capitale économique de la Guinée équatoriale. Il a été inauguré en octobre 2011, à l'occasion de la célébration de l'indépendance (1968). La tour est illuminée de nuit ; un restaurant tournant se trouve au sommet de L’édifice.